# لوكاس إسبيندولا
لوكاس إسبيندولا (بالإسبانية: Lucas Espíndola)‏ هو لاعب كرة قدم أرجنتيني في مركز الهجوم، ولد في 29 يونيو 1994 في مار دل بلاتا في الأرجنتين. لعب مع نادي أتليتكو للبنين ‏.

## وصلات خارجية
- لوكاس إسبيندولا على موقع قاعدة بيانات كرة القدم.إي يو (الإنجليزية)
- لوكاس إسبيندولا على موقع Soccerway.com (الإنجليزية)